# PowerPC Gekko
Pour les articles homonymes, voir Gekko.

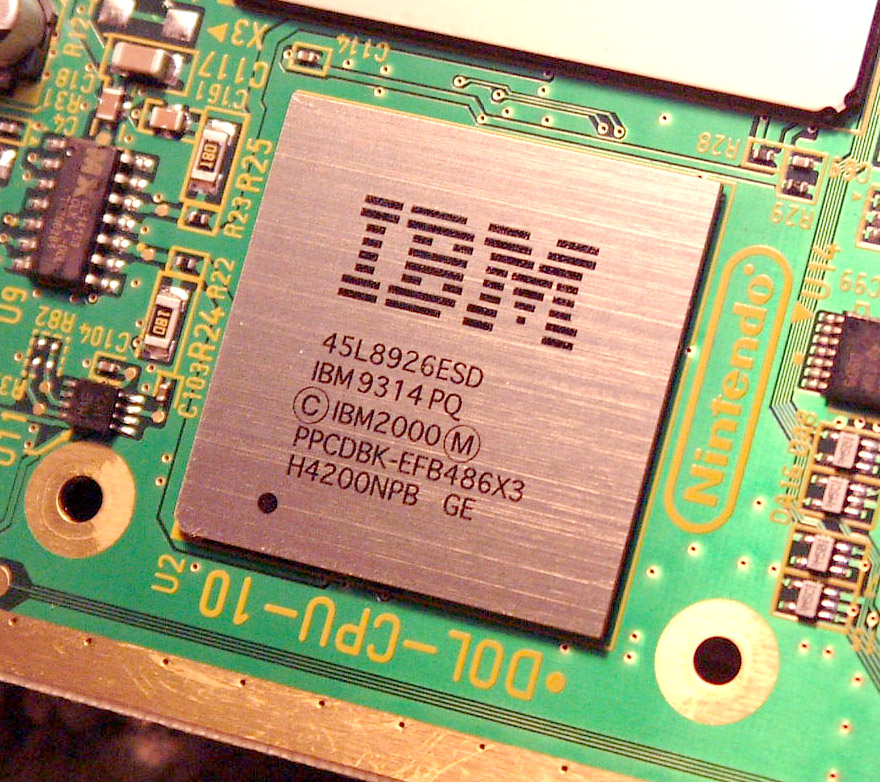
Processeur IBM PowerPC Gekko

Le PowerPC Gekko est un processeur développé par IBM qui équipe les consoles de jeu Nintendo GameCube. Il est cadencé à 485 MHz.
Il s'agit d'un dérivé du célèbre processeur PowerPC G3 très utilisé par Apple dans sa gamme d'ordinateurs à partir de 1997 et jusqu'au début des années 2000 (débutant à 233 MHz pour culminer à 900 MHz).